# روبرت فان هورن
روبرت فـان هورن (بالإنجليزية: Robert Van Horne)‏ هو ملحن وعازف بيانو أمريكي، ولد في 23 أبريل 1948.